# Action directe (arrampicata)
Action Directe (in lingua italiana Azione diretta), una delle più famose vie d'arrampicata sportiva al mondo, liberata da Wolfgang Güllich nel 1991. Situata nella falesia di Waldkopf in Frankenjura, questa via è riconosciuta universalmente come il primo 9a della storia (anche se Güllich all'epoca la gradò XI grado UIAA, che corrisponderebbe circa a un 8c+ nella scala francese) ed è da sempre il riferimento per questo grado di difficoltà.

## La via
La via fu salita da Güllich con una sequenza di 16 movimenti. Tranne Rich Simpson, tutti i ripetitori hanno usato delle sequenze diverse da quella originale, soprattutto nella prima metà della via. La via inizia con uno spettacolare e difficile movimento dinamico da un appiglio monodito molto piccolo a un bidito profondo; successivamente la progressione continua con sequenze di monoditi e biditi alternate, fino al dinamico finale alla grande presa che segna la fine delle difficoltà della via. Per allenarsi a questo tipo di scalata Güllich inventò il Pan Güllich (in inglese chiamato campus board).

## Salite
Le salite della via:
1. Wolfgang Güllich - 6 dicembre 1991 - Prima salita[1]
2. Alexander Adler - 9 settembre 1995
3. Iker Pou - 7 giugno 2000
4. Dave Graham - 21 maggio 2001[2]
5. Christian Bindhammer - 14 maggio 2003
6. Richard Simpson - 13 ottobre 2005[3]
7. Dai Koyamada - 15 ottobre 2005[4]
8. Markus Bock - 22 ottobre 2005[5]
9. Kilian Fischhuber - 26 settembre 2006[6]
10. Adam Ondra - 19 maggio 2008[7]
11. Patxi Usobiaga - 24 ottobre 2008[8]
12. Gabriele Moroni - 17 aprile 2010[9]
13. Jan Hojer - 22 maggio 2010[10]
14. Adam Pustelnik - 10 ottobre 2010[11]
15. Felix Knaub - 22 ottobre 2011[12]
16. Rustam Gelmanov - 26 marzo 2012[13]
17. Alexander Megos - 3 maggio 2013[14]
18. Felix Neumarker - 16 maggio 2015[15]
19. Julius Westphal - 25 giugno 2015[16]
20. Stefano Carnati - 24 luglio 2016[17]
21. David Frinenburg - 29 ottobre 2016
22. Stephan Vogt - 4 aprile 2017
23. Simon Lorenzi - 15 aprile 2017
24. Said Belhaj - 28 ottobre 2018[18] (non verificata)
25. Stefan Scarperi - 3 novembre 2018[19]
26. Adrian Chmiała - 5 maggio 2019[20]
27. Melissa Le Neve, prima femminile- aprile 2020[21]
28. Philipp Gasner - aprile 2021
29. Buster Martin - 4 ottobre 2022
30. Marco Zanone - 25 ottobre 2022

## Controversie
Nel dicembre del 2019 il climber e videomaker Hannes Huch ha messo in discussione sul suo blog la salita di Said Belhaj basandosi su diverse argomentazioni: 
- Belhaj non è in grado di fornire una prova video della sua salita. Belhaj e Huch stavano lavorando ad un video relativo alla via e l'arrampicatore svedese teneva molto a questo progetto.
- Belhaj non è in grado né di fornire il nome completo né di rintracciare colui che lo assicurò il giorno della salita, unica persona presente in falesia.
- Belhaj non era in una condizione di forma fisica tale da consentirgli la salita infatti nessuno lo ha mai visto realizzare la sequenza più difficile della via, il famoso lancio iniziale.

In un'intervista di poco successiva alle accuse, rilasciata al sito lacrux.com, Belhaj ha risposto affermando che non ha un video della sua salita per il semplice fatto che Action Directe non è una via significativa per lui e che per molti giovani climbers è una via di riscaldamento. Inoltre ha affermato che per un climber professionista è prassi normale, soprattutto durante i viaggi, farsi assicurare anche da sconosciuti che lo contattano sui social network per poi perderne i contatti.